# Apobaetis
Apobaetis is een geslacht van haften (Ephemeroptera) uit de familie Baetidae.

## Soorten
Het geslacht Apobaetis omvat de volgende soorten:
- Apobaetis etowah
- Apobaetis fiuzai
- Apobaetis futilis
- Apobaetis hamadae
- Apobaetis insolitus
- Apobaetis kallawaya
- Apobaetis lakota
- Apobaetis niger
- Apobaetis signifer